# Чекерово
Чекеро́во (рос. Чекерово) — присілок в Якшур-Бодьїнському районі Удмуртії, Росія.
Населення — 121 особа (2010; 147 в 2002).
Національний склад (2002):
- удмурти — 95 %

## Урбаноніми[4]
- вулиці — Джерельна, Зарічна, Квіткова, Комсомольська, Радянська